# Maryland Terrapins (basquetebol masculino)
Maryland Terrapins, ou as "Tartarugas de água doce de Maryland" é o time de basquete da Universidade de Maryland, College Park, Maryland. Militam na Big Ten Conference da Divisão I da NCAA..
Entre os principais títulos dos Terrapins, estão o Campeonato de Basquetebol da NCAA de 2002, e o Campeonato Mundial Interclubes de Basquete de 1974.

## Títulos Nacionais
- Campeonato de Basquetebol da NCAA: 1 título (2002)

## Títulos de Conferência
- Southern Conference: 1 título (1931)
- Atlantic Coast Conference: 3 títulos (1958, 1984 e 2004)

## Títulos FIBA
- Campeonato Mundial Interclubes de Basquete: 1 título (1974)